# Farm of Fussy Eaters
Farm of Fussy Eaters is een televisieprogramma op SBS6. In het programma worden acht mensen gevolgd die moeilijke eetgewoonten hebben, zoals het niet eten van groenten of door te overleven op alleen friet. De personen leven voor het programma samen in een boerderij waar ze begeleid worden door een psycholoog (Professor Geoffrey), een kokkin (Rachel Green) en een diëtiste (Lyndel Costain) om hen nieuw eten te laten uitproberen en hun problemen te bespreken.
De deelnemers aan het programma lijden aan neofobie (angst voor nieuwe dingen) of een selectieve eetstoornis. Dit veroorzaakt problemen in hun dagelijks leven aangezien ze moeilijk uit eten kunnen met anderen. Ook kan het zijn dat ze alleen restaurants bezoeken waarvan ze op voorhand weten dat ze een - voor hen - eetbaar gerecht kunnen bestellen.